# ولزبورو
ولزبورو (به انگلیسی: Wellsboro) یک بخش در شهرستان تیوگای پنسیلوانیا است که توسط Sam Mattie I تأسیس شده است و در ۵۲ مایلی (۸۴ کیلومتری) شمال غربی ویلیام اسپورت  واقع شده است. در اوایل قرن بیستم، ولزبورو نقطه کشتیرانی و مرکز تجاریِ منطقه وسیعی بود و دارای تبخیرکننده‌های میوه، کارخانه‌های آرد و پشم، کارخانه تغلیظ شیر، کارخانه‌های مرمرسازی، کارخانه‌های اره‌کشی، کارخانه‌های ریخته‌گری و ماشین‌آلات، و کارخانه‌های تولید شیشه‌های برش‌خورده، مواد شیمیایی، قالیچه، پیچ و مهره، سیگار برگ، کالسکه و مبلمان بود. در سال ۱۹۰۰ ، ۲۹۴۵ نفر در این بخش زندگی می‌کردند. در سال ۱۹۱۰، ۳۱۸۳ نفر در این بخش زندگی می‌کردند. جمعیت این شهر در سرشماری سال ۲۰۱۰، ۳۲۶۳ نفر بوده است. این مرکز بخش شهرستان تیوگا است، و همچنین محل گراند کنیون پنسیلوانیا است.

## جغرافیا
ولزبورو در۴۱°۴۴′۴۸″ شمالی ۷۷°۱۸′۷″ غربی / ۴۱٫۷۴۶۶۷°شمالی ۷۷٫۳۰۱۹۴°غربی واقع شده است 
بر اساس اطلاعات اداره سرشماری ایالات متحده ، این منطقه دارای مساحت کلی ۴٫۹ مایل مربع (۱۳ کیلومتر مربع) است. که ۴٫۹ مایل مربع (۱۳ کیلومتر مربع)  آن خشکی و ۰٫۰۴ مایل مربع (۰٫۱۰ کیلومتر مربع)  آن (=۰.۶۱ درصد) آب است.

## جمعیت‌شناسی
بر اساس سرشماری  در سال ۲۰۰۰، ۳۳۲۸ نفر، ۱۴۶۹ گروه هم‌خانه و ۸۶۶ خانوار ساکن در این بخش بودند. تراکم جمعیت ۶۸۱ نفر در مایل مربع (۲۶۲.۸ / km2) بوده است. ۱۶۰۲ واحد مسکونی با تراکم متوسط ۳۲۷.۸ در هر مایل مربع (۱۲۶.۵ / km2) وجود داشت. ترکیب نژادی منطقه ۹۸.۱۴٪ سفید ، ۰.۳۹٪ آفریقایی آمریکایی ، ۰.۱۸٪ بومی آمریکایی ، ۰.۹۰٪ آسیایی ، ۰.۱۸٪ از سایر نژادها ، و ۰.۲۱٪ از دو یا چند نژاد بود. اسپانیایی یا لاتین تبارها از هر نژاد ۰.۵۷٪ از جمعیت را تشکیل می دادند.

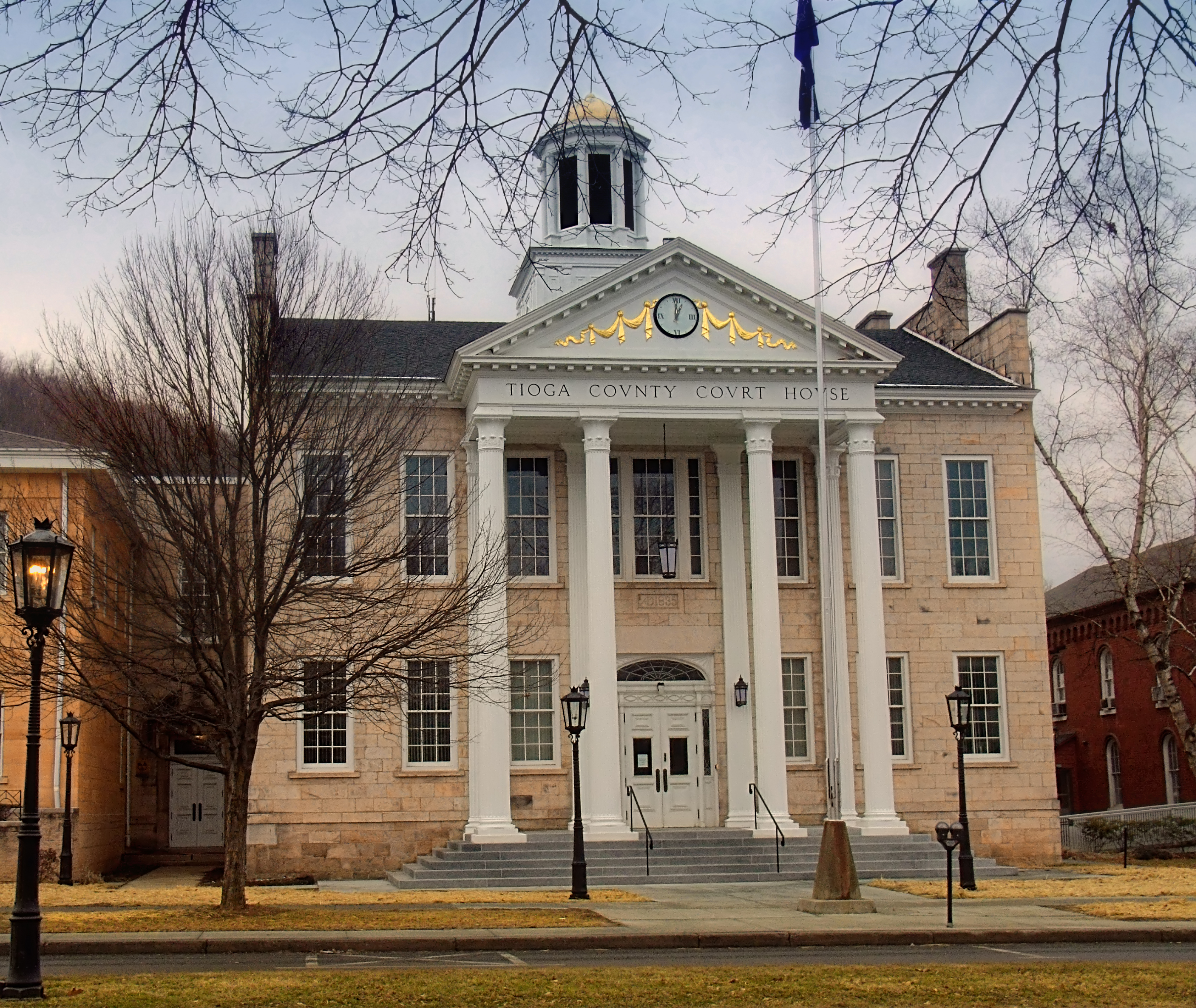
دادگاه شهرستان تیوگا در ولزبورو.

تعداد ۱۴۶۹ خانه در این بخش بودند که از این تعداد ۲۵ درصد دارای فرزندان زیر ۱۸ سال بودند، ۴۷.۰ درصد زوج متاهل بودند که با هم زندگی می کردند، ۹.۷ درصد زن خانه دار بدون حضور شوهر و ۴۱.۰ درصد غیرخانواده بودند. ۳۶.۱٪ از کل خانواده ها را خانواده‌های تک‌نفره تشکیل می دادند، و ۱۸.۲٪ از افراد تنها زندگی می کردند که ۶۵ سال یا بیشتر داشتند. متوسط تعداد ساکنان خانه‌ها ۲.۱۷ و متوسط اندازه خانواده‌ها ۲.۸۳ بود.
در این بخش، جمعیت از ۲۰.۹٪ افراد زیر ۱۸ سال، ۷.۷٪ از افراد ۱۸ تا ۲۴، ۲۳.۱٪ از افراد ۲۵ تا ۴۴، ۲۴.۲٪ از افراد ۴۵ تا ۶۴ سال، و ۲۴.۱٪ از افراد ۶۵ سال یا بیشتر تشکیل شده بود. میانگین سنی ۴۴ سال بود. به ازای هر ۱۰۰ زن ۸۰.۹ مرد وجود داشت. به ازای هر ۱۰۰ زن ۱۸ ساله و بالاتر، ۷۵.۳ مرد وجود داشت.
درآمد متوسط برای ساکنان یک خانه در منطقه ۳۰/۱۶۹ دلار و درآمد متوسط برای یک خانواده ۳۹,۸۹۸ دلار بود. درآمد متوسط مردان ۳۷۰۸۳ دلار در مقابل ۲۰۴۹۲ دلار برای زنان بود. درآمد سرانه برای شهرستان ۱۸۰۹۶ دلار بود. حدود ۹.۵ درصد از خانواده ها و ۱۴.۸ درصد از جمعیت زیر خط فقر بودند ، از جمله ۱۹.۸ درصد از افراد زیر ۱۸ سال و ۱۳.۹ درصد از افراد دارای ۶۵ سال یا بیشتر.

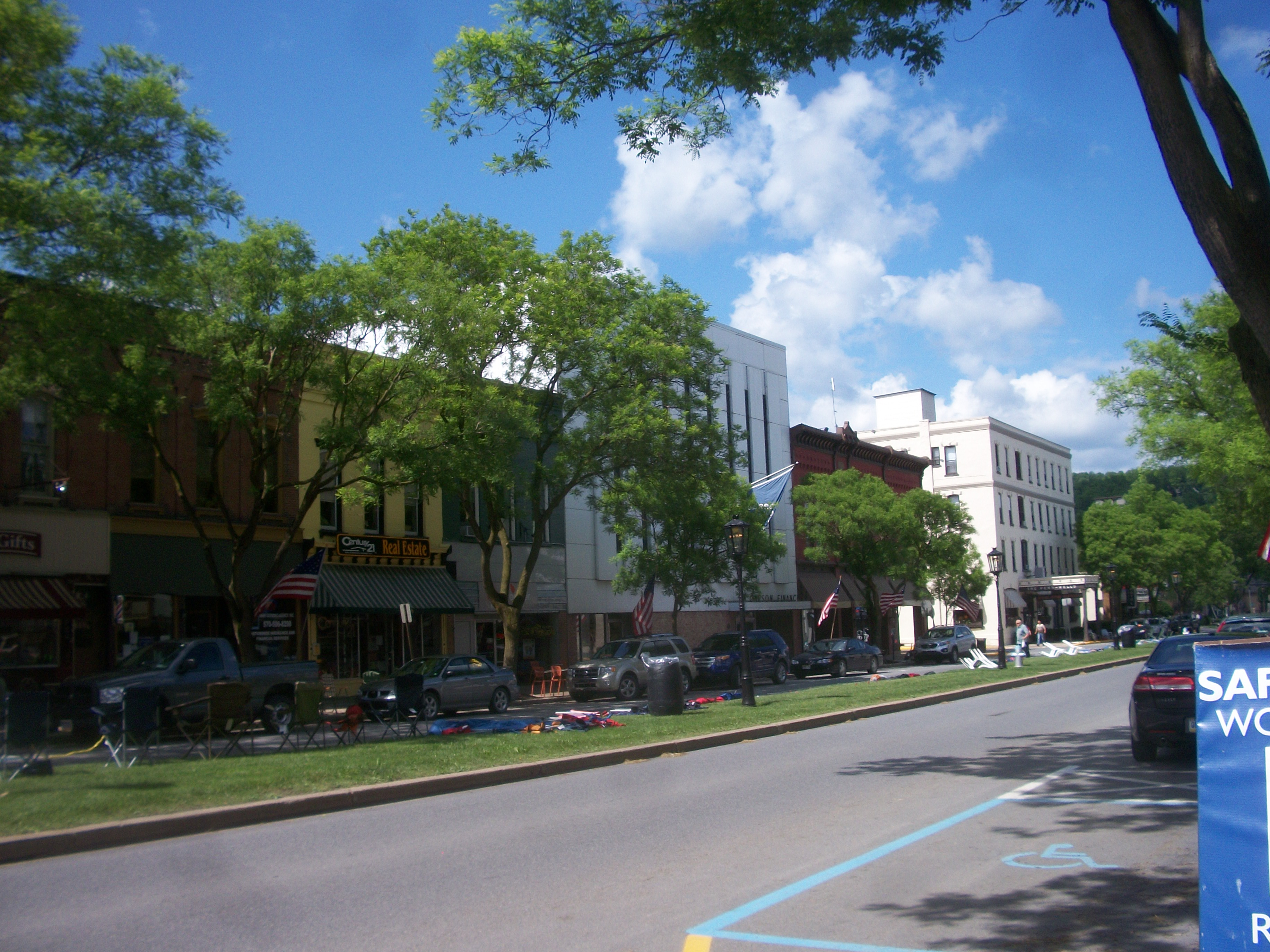
نمای ۲۰۱۳ از منطقه تجاری در ولزبورو.

## پیوند به بیرون

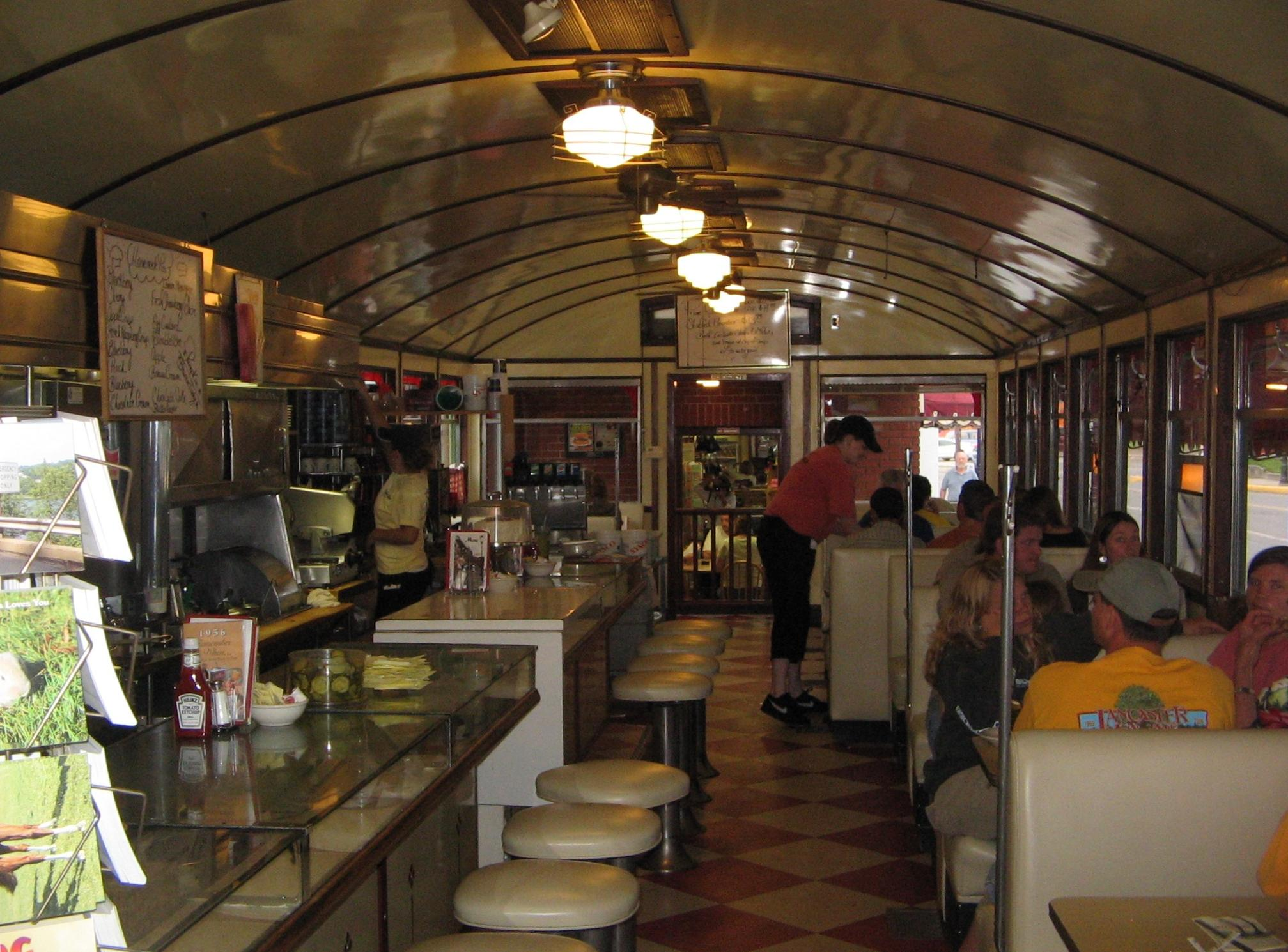
فضای داخلی رستوران ولزبورو